# しずてつジャストライン浜岡営業所
しずてつジャストライン浜岡営業所（しずてつジャストラインはまおかえいぎょうしょ）とは、静鉄グループのバス事業会社であるしずてつジャストラインの事業所の一つであり、静岡県小笠・中東遠地域を主に管轄する。ペットマークは沿線エリアに産卵区域のあるアカウミガメ。

## 概説
1935年（昭和10年）に藤相鉄道が譲受した堀之内軌道運輸の乗合自動車事業を母体とし、戦時統合により藤相鉄道、中遠鉄道などの5社が合併して誕生した静岡鉄道の菊川営業所浜岡分区（車庫）、浜岡支所を経て、1973年（昭和48年）に浜岡営業所となった。さらに2002年（平成14年）に静岡鉄道から一般乗合・貸切自動車事業を分社して誕生したしずてつジャストラインの浜岡営業所となり今日に至っている。
1960年代までの浜岡町の中心市街地は旧街道（現在の県道372号と県道37号）の交差する池新田中町付近であり、中町交差点の浜岡町停留所付近（池新田2716、2717番地付近）に菊川営業所浜岡支所（浜岡車庫）が存在したが、中部電力浜岡原子力発電所建設工事による周辺人口の増加に伴い、バスの車両数の増加や大型化に対応するには手狭となっていた。一方で、浜岡町停留所から約1.5キロメートル程南には1964年（昭和39年）に廃止された静岡鉄道駿遠線の浜岡町駅があったが、営業所開設と同じ1973年（昭和48年）3月に開通した国道150号小笠バイパスおよび浜岡インターチェンジの建設用地となっていた。このため、浜岡支所（浜岡町停留所）から県道37号を浜岡インターチェンジに向かって約1キロメートル程南下した現在の地に用地を取得し、車庫および平屋建ての営業所社屋を新たに整備した。
営業所開設時は「御前崎線」「南遠線」「浜岡線」「浜岡循環線」「浜岡砂丘線」「鬼女新田線」の6路線を所管していた。整備場はなく、車両運用上は引き続き菊川営業所の支所（車庫）であったが、1980年代後半に菊川営業所が廃止された際に全業務を浜岡営業所に移管し、車両の配置も浜岡営業所となった。
1980年代には浜岡町役場（現 御前崎市役所庁舎）が営業所の南側に移転し、以降は周辺の道路整備により市街地が県道372号沿線から南部の現国道150号沿線に遷移していった。また、町立浜岡病院（現 御前崎総合病院）も開院し、病院系統や役場経由の系統が誕生した。
1980年代後半から1990年代末期にかけて不採算路線の整理統合や分離子会社（掛川バスサービス、秋葉バスサービス）への移管が進んだことにより、菊川営業所、掛川営業所、袋井営業所の路線を集約し、静岡鉄道の西部地区、浜松ナンバー管内の唯一の営業所となって行った。
西部地域の路線が浜岡営業所に集約された1990年代末期には、営業所管内に山梨、袋井、掛川（掛川バスサービスと共用）、横須賀、大東町役場（現 大東支所）、御前崎（相良営業所と共用）に車庫が存在した。
2000年代にかけては、旧袋井営業所管内の系統を浜岡営業所から秋葉バスサービスに段階的に移管し、「秋葉中遠線」の移管と共に袋井車庫、横須賀車庫が秋葉バスサービスの施設となった。なお、山梨車庫は袋井車庫が開設された2000年代前半には反転地と廃車留置場となり、2009年（平成21年）にセレモニーホールが建設され廃止された。また、御前崎車庫は「御前崎線」浜岡 - 御前崎間の自主運行バスへの分離により、現在は相良営業所のみが使用している。

## 沿革
- 1919年（大正8年）10月20日 - 池新田村に東遠自動車運輸株式会社が設立され、堀之内 - 池新田間の乗合自動車事業を開始した。[7][8]
- 1921年（大正10年）6月27日 - 池新田自動車株式会社が設立され、東遠自動車運輸の事業を承継した。[9][10]
- 1925年（大正14年）2月10日 - 堀之内軌道運輸株式会社が池新田自動車を買収し、同社の事業を承継した。[11][12]
- 1935年（昭和10年）7月 - 堀之内軌道運輸が軌道営業を廃止し、乗合自動車事業を藤相鉄道株式会社に譲渡した。[2][13][14]
- 1943年（昭和18年）5月15日 - 静岡電気鉄道、静岡乗合自動車、藤相鉄道、中遠鉄道、静岡交通自動車の5社の戦時統合によって静岡鉄道が設立され、堀ノ内駅前に堀之内自動車車庫が開設されるが、鉄道輸送の優先と資源物資の不足などにより乗合自動車事業は中断されていった。[15]
- 1948年（昭和23年）- 静岡鉄道が増資を行い市外の路線の復興のために組織を整備し、袋井営業所堀之内営業区と池新田分区を開設した。[16][注 1]
- 1958年（昭和33年）6月1日 - 機構改正により菊川営業区が菊川営業所、浜岡分区が菊川営業所浜岡支所（小笠郡浜岡町池新田2716-2）となった。[3][17][18][注 2]
- 1960年（昭和35年）から1963年（昭和38年）の「運賃改定申請書 諸届綴 稟議書」に綴られていた「静岡鉄道主要路線図」には、浜岡町停留所と御前崎停留所付近に「自動車々庫」と記載されている。[19]
- 1964年（昭和39年）9月26日 - 静岡鉄道駿遠線の新三俣 - 堀野新田区間が廃止となり、翌27日より駿遠線代行バス「横須賀線」の運行を開始した。
- 1967年（昭和42年）8月28日 - かつての中遠鉄道の全区間にあたる静岡鉄道駿遠線の新袋井 - 新三俣間の廃止に伴い、代行バスの運行を開始した。新横須賀駅と南大坂駅（大坂）は最終列車発車直後より線路が撤去され、反転地とバス留置場（車庫）となり、駅舎はそのまま売札所と待合室として利用された。新横須賀は袋井営業所、南大坂は菊川営業所と掛川営業所が共用する車庫として車両の滞泊が開始された。
- 1972年（昭和47年）10月1日 - 浜岡営業所の起工式が行われた。[5]
- 1973年（昭和48年）
  - 3月3日 - 静岡鉄道自動車部浜岡営業所（浜岡町池新田5454番地）が開設された。[20][21] なお「御前崎線」等の浜岡町を起終点としない路線は、営業所への入出庫便以外は浜岡営業所を経由せず、引き続き浜岡町停留所を発着していた。[22][23]
  - 4月1日 - 小笠郡大浜町と城東村が合併して大東町が発足し、大浜町役場前停留所が大東町役場（現・大東支所）となった。なお当時の町長が、合併による遠隔地の高齢者の足の確保と役場職員の路線バスの積極利用を打ち出し、1976年（昭和51年）から役場敷地の利用と隣接する住宅の用地買収によるバスターミナル建設計画を始動した。[24]
- 1978年（昭和53年）4月 - 大東町役場バスターミナルが供用開始され「内田大坂線」「平田大坂線」の運行経路を変更し同ターミナルへの乗り入れを開始した。[24]また、新横須賀バスターミナルが廃止され、河原町付近に静鉄横須賀車庫として移転し「大坂線」の起終点が新横須賀から大東町役場へと変更された。[25]
- 1981年（昭和56年）11月 - 浜岡町役場（現・御前崎市役所庁舎）が中町交差点、浜岡派出所停留所付近から浜岡営業所の南側約200ｍに新築移転し、これを機に浜岡町役場停留所を新設。浜岡砂丘停留所は廃止され、浜岡町停留所から浜岡中学校、東海病院前、浜岡町役場前を経由して浜岡営業所を入出庫する「浜岡町役場経由」が、複数の路線に誕生した。[6][22]
- 1984年（昭和59年））3月21日 -「特急静岡御前崎線」に浜岡営業所発着の系統が新設され、浜岡町から東名吉田ICを経由して静岡市を結ぶ直通路線が誕生した。また、これに併せて「東名静岡浜松線」担当車両も菊川営業所から浜岡営業所に移転し、朝晩の菊川営業所からの入出庫便が浜岡営業所発着となり、浜岡営業所 - 東名菊川間を「御前崎線」直通の各駅停車にしたことで、菊川ICを経由して静岡市、浜松市を結ぶ直通路線も誕生した。[26][27]
- 1986年（昭和61年）7月 - 町立浜岡病院（現・御前崎総合病院）が開院し、同年12月のダイヤ改正より「特急静岡御前崎線」の浜岡系統が町立浜岡病院発着となった。また他の路線から病院への接続路線として「町立浜岡病院線」も開設された。[6][28]
- 1987年（昭和62年）
  - 7月- 菊川営業所の全路線が浜岡営業所に移管され、浜岡営業所の菊川車庫となった。[29]
  - 11月16日 - 掛川地区の不採算路線の受け皿として掛川バスサービスが設立された。[30]
- 1988年（昭和63年）3月31日 - 掛川バスサービスが開業し大井川鉄道から譲受した2路線「東山線」「粟本線」の運行を開始した。また、静岡鉄道駿遠線跡の町道拡幅工事（現 市道鷺田糸繰線）と区画整理により南大坂バスターミナルが消滅し、南大坂停留所は新道路の交差点を挟んだ100メートル程東側に移転した。
- 1990年（平成2年）
  - 1月 - 菊川車庫を廃止した。[29]
  - 4月 - 掛川営業所の「居尻線」「倉真線」「桜木線」を貸切代替バスとして掛川バスサービスに移管した。残る路線は袋井営業所および浜岡営業所に集約され、掛川営業所は貸切自動車部門のみの観光営業所となった。[31]
- 1996年（平成8年）4月 - 秋葉バスサービスが設立され、袋井営業所を廃止して森町営業所が管轄していた路線および車両、施設を静岡鉄道から同社に譲渡した。[32]残る袋井営業所の管轄路線が浜岡営業所に集約された。新たに袋井駅南側の旧駿遠線の社袋井駅跡地側に浜岡営業所袋井車庫としてバス留置場および乗務員待機施設が設けられ、大東町役場（現・大東支所）にも庁舎北側に車庫が整備された。また、多数の車両が浜岡営業所に移籍したため、営業所に接続する県道37号線を挟んだ向かい側にも一時的にバス駐車場が拡張されたが、その後の不採算路線の整理による減車や「秋葉中遠線」の秋葉バスサービスへの移管、営業所社屋の敷地北側（御前崎市池新田3961-6）への移転拡張による駐車スペースの拡大等によって閉鎖されている。[30]
- 1998年（平成10年） - イオンタウン浜岡（現・マックスバリュ浜岡店）が開業するなど、区画整理によって浜岡町の中心市街地が県道372号沿線から南部の国道150号側に遷移するに従い主要路線の運行経路見直しが行われた。翌1999年より相良営業所以西が各駅停車となった「特急静岡御前崎線」の浜岡系統が、新たに設置されたマックスバリュ停留所、浜岡町役場を経由するルートに変更され、現在の御前崎市自主運行バスでもこの経路が踏襲されている。[33]
- 2002年（平成14年）10月1日 - 乗合バス事業の分社化により、静岡鉄道自動車部浜岡営業所からしずてつジャストライン浜岡営業所として営業を開始した。
- 2004年（平成16年）4月1日 - 榛原郡御前崎町、小笠郡浜岡町が合併し御前崎市が誕生した。これに伴い浜岡町中町停留所、浜岡町停留所が浜岡中町、浜岡に名称変更された。
- 2007年（平成19年）4月 - 「特急静岡御前崎線」の相良営業所 - 御前崎総合病院区間が廃止され、御前崎市自主運行バス「相良浜岡線」として浜岡営業所が受託した。
- 2008年（平成20年）4月 - 「御前崎線」の浜岡 - 御前崎海洋センター区間が廃止され、御前崎市自主運行バス「御前崎市内線」として浜岡営業所が受託した。

## 現在の所管路線

### 菊川浜岡線（旧 御前崎線）
- 運行系統および主要停留所
  - 菊川駅前 - 西横地 - 平田 - 新野 - 浜岡営業所
  - 菊川駅前 -《直通》- 小笠高校 ※登校日のみ
  - 菊川駅前 - 菊川市立総合病院 - 平田 - 新野 - 浜岡営業所
- 概説
  - 菊川駅前から県道79号線、県道37号線を経て御前崎市に向かう浜岡営業所の主要路線である。
  - 平日朝1便のみ菊川駅前発菊川市立総合病院止まりの便がある。
  - 本路線は事業者単独では維持が困難なため、国（地域間幹線系統確保維持費国庫補助金）・県（バス運行対策費補助金）及び沿線自治体である菊川市（菊川市地域間幹線系統確保維持費補助金）・御前崎市（御前崎市生活バス路線維持費補助金）の補助を受けて運行している。
  - 菊川営業所と浜岡営業所の管轄路線であったが、営業所の統廃合により浜岡営業所の管轄となった。
- 沿革
  - 1919年（大正8年）10月20日 - 池新田村に東遠自動車運輸株式会社が設立され、堀之内 - 池新田間の乗合自動車事業を開始した。[7]
  - 1921年（大正10年）6月27日 - 池新田自動車株式会社が設立され、東遠自動車運輸の乗合事業を承継した。[9]
  - 1925年（大正14年）2月10日 - 堀之内軌道運輸が池新田自動車を買収し、次の2路線の営業を開始した。[11][12]
    - 堀之内駅 - 半済 - 西横地 - 平田 - 南山 - 池新田 - 堀野新田 - 地頭方
    - 堀之内駅 - 半済 - 西横地 - 平田 - 南山 - 池新田 - 堀野新田 - 御前崎

  - 1931年（昭和6年）- 中遠鉄道が池新田 - 雨垂 間に路線を開設した。[34]
  - 1935年（昭和10年）7月 - 堀之内軌道運輸が軌道営業を廃止し、乗合自動車事業を藤相鉄道に譲渡した。[2][13][14]
  - 1953年（昭和28年）の静岡鉄道の時刻表および路線図によれば「御前崎線」として次の2系統が存在した。なお翌年には町村合併により堀之内駅は菊川駅に、さらにその翌年（1955年）には町村合併により池新田が浜岡町に名称変更されている。なお、戦前までの堀野新田 - 地頭方区間は1949年（昭和24年）に開設された「掛川御前崎線」に統合されている。[35]
    - 堀之内駅 - 平田 - 南山 - 新野 - 池新田（浜岡町） - 堀野新田 - 白羽（しろわ） - 御前崎
    - 堀之内駅 - 平田 - 南山 - 千浜 - 池新田（浜岡町） - 池新田駅（駿遠線浜岡町駅）

  - 1958年（昭和33年）の時刻表では浜岡町駅系統は「浜岡町駅線」に分離され、千浜経由は浜岡町止まりとなっている。[36]
    - 新野経由：菊川駅 - 平田 - 南山 - 新野 - 浜岡町 - 堀野新田 - 白羽 - 御前崎
    - 千浜経由：菊川駅 - 平田 - 南山 - 千浜 - 浜岡町

  - 1962年（昭和37年）- 急行を設定し、運行本数の増回が図られた。急行停車停留所は以下の通り。[37]
    - 菊川駅 - 平田 - 南山 - 新野 - 浜岡町 - 桜ヶ池 - 雨垂 - 玄保 - 堀野新田 - 白羽学校前 - 御前崎役場前 - 御前崎学校前 - 港入口 - 御前崎

  - 1964年（昭和39年） - 駿遠線の堀野新田 - 新三俣間が廃止され、浜岡町 - 堀野新田区間には並行して相良営業所の管轄で「相良・浜岡線」が開設された。
    - 相良・浜岡線：浜岡町 - 堀野新田 - 地頭方駅 - 相良 - 相良駅
    - 御前崎線
      - 新野経由   ：菊川駅 - 平田 - 南山 - 新野 - 浜岡町 - 雨垂 - 堀野新田 - 白羽学校前 - 御前崎
      - 新神子経由：菊川駅 - 平田 - 南山 - 新野 - 浜岡町 - 雨垂 - 新神子 - 白羽学校前 - 御前崎

  - 1968年（昭和43年）-  静鉄グループが運営するホテル御前崎が開業した。
  - 1972年（昭和47年）11月 - 同月現在の路線図ではホテル御前崎まで延伸している。また「掛川御前崎線」の「掛川平田線」への区間縮小により地頭方辻発着の系統が復活している。また「南遠線」のみの運行経路であった新神子を経由する系統が新たに開設されている。[38]
    - 新野経由   ：菊川駅 - 平田 - 南山 - 新野 - 浜岡町 - 雨垂 - 堀野新田 - 白羽学校前 - 御前崎
    - 新神子経由：菊川駅 - 平田 - 南山 - 新野 - 浜岡町 - 雨垂 - 新神子 - 白羽学校前 - 御前崎

  - 1973年（昭和48年）
    - 3月3日 - 浜岡営業所の開設に伴い浜岡町発着の系統が浜岡営業所発着となった。
    - 時期不詳 - ホテル御前崎停留所が御前崎サンホテルとなった。

  - 1974年（昭和49年）- 御前埼灯台100周年に合わせ、静鉄グループが運営するホテル御前崎およびレステル御前崎が統合され、大幅に増床された御前崎サンホテルが開業した。[39][40]
  - 1975年（昭和50年）の時刻表では地頭方発着の系統が消滅しており、朝晩は御前崎発着や堀野新田止まり、雨垂止まり等の区間便が存在した。
    - 堀野新田経由：菊川駅前 - 東名菊川 - 平田 - 南山 - 新野 - 浜岡町 - 雨垂 - 堀野新田 - 御前崎  - 御前崎サンホテル
    - 新神子経由：菊川駅前 - 東名菊川 - 平田 - 南山 - 新野 - 浜岡町 - 雨垂 - 新神子 - 御前崎  - 御前崎サンホテル
    - 新野経由：菊川駅前 - 東名菊川 - 平田 - 南山 - 新野 - 浜岡町 - 浜岡営業所
    - 千浜経由：菊川駅前 - 東名菊川 - 平田 - 南山 - 千浜 - 浜岡町 - 浜岡営業所

  - 1977年（昭和52年）の路線図では「御前崎線」の支線として浜岡砂丘系統「浜岡砂丘線」が記載されている。[22]
  - 1981年（昭和56年）- 浜岡町役場新築移転に伴い浜岡砂丘停留所が廃止され、一部の便に浜岡町役場経由が新設された。[6]
    - 菊川駅前 -（略）- 浜岡町 - 浜岡中学校前 - 東海病院前 - 浜岡町役場 - 浜岡営業所

  - 1985年（昭和60年）の時刻表では次の4系統が存在した。また、新野経由に1日3往復、千浜経由に1日1往復、浜岡町役場経由が設定されていた。[23]
    - 堀野新田経由：菊川駅前 - 東名菊川 - 平田 - 南山 - 新野 - 浜岡町 - 雨垂 - 堀野新田 - 御前崎  - 御前崎サンホテル
    - 新神子経由：菊川駅前 - 東名菊川 - 平田 - 南山 - 新野 - 浜岡町 - 雨垂 - 新神子 - 御前崎  - 御前崎サンホテル
    - 新野経由：菊川駅前 - 東名菊川 - 平田 - 南山 - 新野 - 浜岡町 - （浜岡町役場） - 浜岡営業所
    - 千浜経由：菊川駅前 - 東名菊川 - 平田 - 南山 - 千浜 - 合戸 - 高松 - 浜岡町 - （浜岡町役場） - 浜岡営業所

  - 1993年（平成5年）4月現在の路線図からは千浜経由が消滅している。[41]
  - 1998年（平成10年）3月 - 共立菊川病院（現・菊川市立総合病院）が新築移転し、共立菊川病院を経由する系統が開設された。[42]
    - 菊川病院経由：菊川駅前 - 東名菊川 - アエル入口 - 小笠高校入口 - 共立菊川病院 - 横地小学校入口 - 奈良野 - （略）
    - 西横地経由：菊川駅前 - 東名菊川 - 菊川警察署 - 旭テック南事業所（旧旭可鍛南工場） -（ → 小笠高校）- 西横地 - 奈良野 - （略）

  - 2004年（平成16年）10月 - 御前崎サンホテルの閉館に伴い停留所名が「御前埼灯台」に名称変更され、後のダイヤ改正でホテル開業前の起終点であった御前崎車庫（御前崎海洋センター停留所）に路線が短縮された。
  - 2008年（平成20年）3月31日限りで浜岡営業所 - 御前崎海洋センター間が廃止され、翌4月1日より同区間は御前崎市自主運行バスとなった。
  - 2011年（平成23年）3月27日より路線名が「御前崎線」から「菊川浜岡線」に変更された。

### 掛川大東浜岡線（旧 大坂線）
- 運行系統および主要停留所
  - 井崎経由：（中東遠総合医療センター - 掛川東高入口 - 掛川駅前） - 神代地 - 子隣 - 井崎 - 東京女子医大入口 - 土方 - 大東支所 - 千浜 - 第一小学校前 - 浜岡営業所
  - 入山瀬経由：掛川駅前 - 神代地 - 子隣 - 入山瀬 - 土方 - 大東支所
- 概説
  - 掛川営業所の管轄路線であったが、1980年代後半の掛川バスサービス設立後に浜岡営業所の管轄となり同営業所まで延伸した。「掛川市立病院線」を統合した際に袋井営業所との共管路線となった。さらに1990年代後半には、袋井営業所の廃止に伴い浜岡営業所単独の管轄路線となった。
  - 掛川駅方面のみ、仁藤経由が設定されている。（平日朝数便のみ）
  - 中東遠総合医療センター発着便と入山瀬経由便は平日のみ運行。
  - 平日朝に1便のみ千浜発第一小学校前行が運行される。（休校日運休）
- 沿革
  - 1924年（大正13年）
    - 7月31日 - 掛川駅から大坂への路線の認可を得た。[43]
    - 10月15日 - 秋葉自動車運輸商会が掛川 - 大坂間の営業運行を開始した。[44]
      - 掛川駅 - 井崎 - 大坂

  - 1928年（昭和3年）
    - 5月10日 - 秋葉自動車運輸商会が井崎から東に分岐し、平田村西峰田までの路線が認可された。[43]
    - 12月20日 - 秋葉自動車運輸商会が平田までの路線を開設した。[44]
      - 掛川駅 - 井崎 - 大坂
      - 掛川駅 - 井崎 - 平田

  - 1935年（昭和10年）1月1日 - 静岡電気鉄道が秋葉自動車運輸商会から営業権を買収した。
  - 1950年（昭和25年）の時刻表では「大坂線」として、大坂止に加えて大坂から東西に分岐する2系統が存在した。
    - 掛川 - 井崎 - 土方 - 大坂 - 千浜
    - 掛川 - 井崎 - 土方 - 大坂 - 横須賀

  - 1953年（昭和28年）9月改正の時刻表および路線図では千浜から池新田まで延伸し、大坂を起終点とする系統も存在している。[35]
    - 掛川 - 井崎 - 土方 - 大坂 - 千浜 - 池新田
    - 掛川 - 井崎 - 土方 - 大坂 - 横須賀
    - 掛川 - 井崎 - 中村 - 大坂

  - 1958年（昭和33年）の時刻表では「掛川大坂線」と表記され、現在と同様の2系統が確認できる。[36]
    - 井崎経由   ：掛川駅前 - 連雀 - 仁藤 - 和田 - 井崎 - 土方 - 大坂
    - 入山瀬経由：掛川駅前 - 連雀 - 仁藤 - 和田 - 入山瀬 - 土方 - 大坂

  - 1977年（昭和52年）の路線図では起終点は新横須賀となっており、神代地経由と仁藤経由が存在している。[22]
    - 掛川駅前 -（神代地・仁藤） - 子隣 - （井崎・入山瀬） - 土方 - 南大坂 - 大渕小学校前 - 大須賀町役場前 - 新横須賀

  - 1978年（昭和53年）-  新横須賀停留所バスターミナルが廃止され、大須賀町役場 - 野中西間に静鉄横須賀車庫が移転整備された。[25]また、大東町役場庁舎敷地の一角にもバスターミナルが開設され、「大坂線」の起終点が新横須賀から大東町役場に変更された。[24]
  - 1984年（昭和59年）の路線図では次の系統が存在している。また、同年の掛川市立病院の開院に伴って東名掛川 - 青田間に新たに掛川市立病院入口停留所が設置され、病院まで乗り入れる「掛川市立病院線」が開設された。[27]
    - 井崎経由   ：掛川駅前 -（神代地・仁藤）- 掛川市立病院入口 - 子隣 - 井崎 - 土方 - 南大坂 - 大東町役場
    - 入山瀬経由：掛川駅前 -（神代地・仁藤）- 掛川市立病院入口 - 子隣 - 入山瀬 - 土方 -南大坂 - 大東町役場

  - 1985年（昭和60年） - 「大坂線」の一部にも平日のみ運行で掛川市立病院を経由する便が誕生している。[45]
    - 掛川駅前 -（神代地・仁藤）- 掛川市立病院入口 -（掛川市立病院）- 子隣 -（井崎・入山瀬）- 土方 - 南大坂 - 大東町役場

  - 1990年（平成2年）8月現在の路線図では「南遠線」の大東町役場 - 浜岡営業所間が統合され、浜岡営業所まで延伸している。[46]
    - 掛川駅前 -（神代地・仁藤）- 掛川市立病院入口 - 子隣 - 井崎 - 土方 - 南大坂 - 大東町役場 - 千浜 - 浜岡町 - 浜岡営業所

  - 1993年（平成5年）4月現在の時刻表では袋井営業所の管轄する「掛川市立病院線」が時刻表の上では「大坂線」に統合され、平日は「大阪線」の上下線最終バスと朝の掛川駅方面行の2便を除くすべての便が掛川市立病院まで乗り入れる一方で、日・祝日は市立病院経由および掛川市立病院行は運休となっている。[47][41]
    - 井崎経由：掛川駅前 -（神代地・仁藤）-（掛川市立病院入口・掛川市立病院）- 子隣 - 井崎 - 土方 - 南大坂 - 大東町役場 - 千浜 - 浜岡町 - 浜岡営業所

  - 1998年（平成10年） - 東京女子医科大学大東キャンパス、および同大学の創立者である吉岡彌生の記念館が開設され、井崎系統に東京女子医大入口停留所と東京女子医大停留所が新設された。
    - 井崎経由：掛川駅前 -（神代地・仁藤）-（掛川市立病院入口・掛川市立病院）- 子隣 - 井崎 - 東京女子医大入口 - （東京女子医大） - 土方 - 南大坂 - 大東町役場 - 千浜 - 浜岡町 - 浜岡営業所

  - 2005年（平成17年）4月1日 - 掛川市、大須賀町、大東町の合併により大東町役場停留所が大東支所に変更された。
  - 2006年（平成18年）4月 - 新掛川市の補助により「掛川中横須賀線」が開設され、かつての「大坂線」の横須賀系統が事実上復活した。また「大坂線」にも平日のみ運行の通学系統として中経由が新設された。
    - 掛川駅 - 市立病院 - 子隣 - 井崎 - 中 - 南大坂 - 大東支所 - 浜岡営業所

  - 2011年（平成23年）3月27日 - ダイヤ改正で「掛川中横須賀線」を統合、路線名も「大坂線」から「掛川大東浜岡線」に改められた。
  - 2013年（平成25年）5月1日 - 掛川市立総合病院と袋井市民病院が移転統合され掛川市・袋井市病院企業団立中東遠総合医療センターが開院したため、掛川市立病院入口停留所は矢崎に、市立病院停留所は掛川市自主運行バスの希望が丘停留所に変更され、市立病院経由は廃止された。一方で、掛川駅から掛川東高校を経由して掛川市・袋井市病院企業団立中東遠総合医療センターまで乗り入れる便が誕生した。
    - 中東遠総合医療センター - 菖蒲ヶ池 - 掛川東高入口 - 掛川駅 - （神代地・仁藤） - 矢崎 - 子隣 - （以降 略）

  - 2016年（平成28年）3月26日 - ダイヤ改正で中経由が廃止された。
  - 2017年（平成29年）3月26日 - ダイヤ改正で入山瀬系統は平日のみの運行となった。
  - 2025年（令和7年）4月1日 - ダイヤ改定により土方地区からの要望を理由として、入山瀬経由の土方小学校前停留所が廃止される[48][49]。

### 掛川東高線
- 運行系統および主要停留所
  - 掛川駅前 - 掛川東高校
- 概説
  - 2004年（平成16年）4月に掛川東高校が現在地に移転したため、運行を開始した通学路線である。
  - 平日開校日のみ運行。また、復路は定期テストの日も運休となる。

### 特急静岡相良線
- 運行系統および停車要停留所
  - 新静岡 - 静岡駅前 - 静岡IC入口 - 東名焼津西 - 東名大井川 - 吉田IC入口 - 片岡北吉田特別支援学校 - 吉田町役場 - 根松牧之原警察署入口 -（榛原総合病院）- 静波海岸入口 - 相良営業所（101） - 浜岡営業所
- 概説
  - 相良営業所、鳥坂営業所、丸子営業所との共管路線である。
  - 2021年（令和3年）1月16日 - 「特急静岡相良線」の一部便が浜岡営業所まで延伸された。平日は往復13便（毎時運行）・土日祝日往復6便運行だが、相良営業所 - 浜岡営業所間の運行経路は「相良浜岡線」とは異なり、国道150号バイパス（金谷御前崎連絡道路）の菅山IC - 須々木IC間を経由しノンストップで運行される。

### 日本平線
- 運行系統および主要停留所
  - 新静岡 - 静岡駅前 - 東静岡駅南口 - 動物園入口 - 日本平動物園（40） ・英和学院大学池田山団地（41） - 舞台芸術公園 - 悠木の森入口 - 日本平ロープウェイ（42）
- 概説
  - 特急静岡相良線の車両が間合い運行される。
  - この路線は小鹿営業所・相良営業所・唐瀬営業所・鳥坂営業所との共管である。

### 富士山静岡空港静岡線
- 運行系統および停車要停留所
  - 新静岡 - 静岡駅前 - 静岡IC入口 - 東名焼津西 - 東名大井川 - 吉田IC入口 - 井口堺 - 富士山静岡空港
- 概説
  - 特急静岡相良線同様、相良営業所、丸子営業所、鳥坂営業所との共管である。

### 日本平スタジアムシャトルバス
- 運行系統および停車要停留所
  - 静岡駅前 -《直行》- 日本平スタジアム
- 概説
  - 系統番号はない。
  - 日本平スタジアムでの清水エスパルスの試合開催日に運行される。
  - 特急静岡相良線の予備車で運行される。

## 自主運行路線
- もともとしずてつジャストラインが路線バスとして運行していた路線を御前崎市が引き受けたものだが、運営はしずてつジャストラインが受託しており、運行もしずてつジャストラインの車両によって行なわれている。このため、パサールカード・LuLuCaの利用も可能である。
- いずれの路線も休日ダイヤの際は、御前崎総合病院 - 浜岡営業所間は運休となる。

### 御前崎市内線
- 御前崎総合病院 - 第一小学校前 - 浜岡営業所 - 御前崎市役所 - 桜ヶ池 - 緑橋 - 御前崎海洋センター
- 御前崎総合病院 ‐ JA池新田支店 - 浜岡営業所 - 御前崎市役所 - ぷるる - 緑橋 - 御前崎海洋センター
  - 御前崎線（現・菊川浜岡線）の浜岡営業所 - 御前崎海洋センター区間を2008年（平成20年）4月1日に分離して開設された。

### 相良浜岡線
- 相良本通 - 地頭方海岸 - 堀野新田 - 浜岡営業所 - 御前崎総合病院
  - 特急静岡御前崎線の相良営業所 - 御前崎総合病院区間を2007年（平成19年）4月1日に分離して開設された。
  - 2008年（平成20年）4月1日より、牧之原市と御前崎市の共同自主運行バスとなった。
  - この路線は特急静岡相良線の送り込みを兼ねていたため、特急静岡相良線の車両が共用で使用されていたが、静岡相良線の浜岡までの延長に伴って現在は一般車での運行となっている。
  - 2020年（令和2年）10月25日、相良営業所移転に伴い、発着場所を相良局前（国道473号上）に変更。
  - 2022年（令和4年）4月1日 - 国道473号波津1丁目交差点付近の渋滞対策として、バスカットの無い相良局前停留所を廃止し、発着場所を相良本通に変更。また、当停留所は当路線の他に「特急静岡相良線」、「藤枝相良線」、高速バス「相良渋谷線」の停車停留所である。[50][51]

## 過去に所管していた路線

### 中遠線
- 運行系統および主要停留所
  - 山梨 - 可睡 - 袋井市民病院 - 袋井駅前
  - 山梨 - 可睡 - 袋井市民病院 - 袋井駅前 - 新横須賀 - 静鉄横須賀車庫 - 大東町役場
  - 袋井駅前 - 新横須賀 - 静鉄横須賀車庫 - 大東町役場 - 浜岡営業所
  - 新横須賀 - 静鉄横須賀車庫 - 大東町役場 - 千浜 - 浜岡営業所
- 概説
  - 中遠鉄道の乗合自動車部門、戦時統合後の静岡鉄道秋葉線、中遠線・駿遠線をルーツに持つ基幹路線であった。
  - 1960年代に旧中遠鉄道の全区間にあたる静岡鉄道駿遠線（袋井 - 新三俣間）の廃止に伴い、袋井営業所の所管で代行バスとして開設された。
  - 1980年代後半から1990年代初頭に、袋井駅の南部から袋井市民病院や袋井商業高校への乗り換え無しでの南北アクセス向上のため「可睡線」（山梨 - 袋井駅間）と「南遠線」（袋井駅 - 浜岡営業所間）が「中遠線」に整理統合されると共に「中遠線・秋葉線」として気多 - 浜岡営業所間がひとつの時刻表に纏められた。これに伴い「中遠線」は袋井営業所と浜岡営業所の共管となった。
  - 1996年（平成8年）に 秋葉バスサービスの設立と袋井営業所の廃止に伴い、秋葉バスサービスの所管する「秋葉線」（気多 - 遠州森町間）と、浜岡営業所が秋葉バスサービスと共管する「秋葉中遠線」（遠州森町 - 浜岡営業所間）に整理された。

### 秋葉中遠線
- 運行系統および主要停留所
  - 遠州森町 - 山梨 - 横手橋 - 袋井駅前
  - 遠州森町 - 山梨 - 可睡 - 袋井市民病院 - 袋井駅前
  - 山梨 - 可睡 - 袋井市民病院 - 袋井駅前 - 新横須賀 - 横須賀車庫 - 大東町役場
  - 袋井駅前 - 新横須賀 - 横須賀車庫 - 大東町役場
  - 新横須賀 - 横須賀車庫 - 大東町役場 - 町立浜岡病院 - 浜岡営業所
- 概説
  - 1996年（平成8年）4月 - 秋葉バスサービスの設立と袋井営業所の廃止に伴い、秋葉バスサービスが管轄する気多 - 遠州森町間が「秋葉線」に、浜岡営業所が管轄する遠州森町 - 大東町役場 - （浜岡営業所）間が「秋葉中遠線」となった。
  - 2009年（平成21年）10月のダイヤ改正を以って新横須賀 - 浜岡営業所系統が廃止され、秋葉バスサービスに移管された。

### 今井線
- 運行系統および主要停留所
  - 袋井駅前 - 延久 - 深見東
- 概説
  - 1996年（平成8年）の袋井営業所廃止の際に浜岡営業所に移管された路線で、主に袋井西小学校の通学を担うため、袋井市の欠損補助により系統が維持されている。
  - 2007年（平成19年）3月に秋葉バスサービスに移管された。

## 休止・廃止路線

### 東名静岡浜松線（特急）
- 概説
  - 1960年代末期、東名高速道路開通に合わせて、それまでの国道経由の「急行静岡浜松線」に代わる静岡 - 浜松間の都市間輸送を担う路線として開設された。遠州鉄道との相互乗り入れで、同線の開業に伴い大幅に減便された「急行静岡浜松線」を所管していた国吉田営業所が当初は静鉄便を担当していた。
  - 1970年代前半には菊川営業所に移管され、朝晩は東名菊川発着の区間便が運行された。さらに、1980年代に「特急静岡御前崎線」の浜岡系統が開設された際に浜岡営業所の担当路線となり、東名菊川発着の区間便と「御前崎線」東名菊川 - 浜岡営業所間が直通運行で結ばれていた。
  - 国鉄が分割民営化された1980年代後半からは東海道本線の運行本数の増加と冷房化等のサービス改善によって定時性、速達性に勝る鉄道に利用者を奪われ、1990年代半ばに廃止された。
  - 遠州鉄道での名称には「東名浜松静岡線」や「特急」ではなく「快速」と表記しているものもあった。
  - 高速道路を走行する為、路線開設時よりトップドアの観光・高速タイプの車両が使用され、「急行静岡浜松線」からの3社共通カラーを引き継いだ。
- 沿革
  - 1968年（昭和43年）7月27日 - 静岡鉄道の東名経由区間（静岡市中野新田 - 浜松市北島町）遠州鉄道の空白区間（浜松市北島町 - 静岡市南安倍町）が認可された。[52]
  - 1969年（昭和44年）3月15日 - 東名高速道路の開通に伴い遠州鉄道との相互乗り入れで路線が開設された。「急行静岡浜松線」が国道経由で静岡 - 浜松間を125分で結んでいたのに対し、東名経由の所要時間は90分に短縮された。[53]
    - 新静岡 - 静岡駅前 - 南安倍町 - 東名静岡 - 東名焼津西 - 東名大井川 - 東名吉田 - 東名菊川 - 東名岡津 - 東名袋井 - 東名磐田 - 東名浜松 - 浜松駅前 -（遠鉄）浜松

  - 1970年（昭和45年）8月16日 - ワンマン運行を開始した。[54]同年12月現在の時刻表では2社共に1日6往復づつ計12往復が運行されていた。また、前年6月に掛川インターチェンジと牧之原サービスエリアが開業し、停車停留所が追加されている。
    - 新静岡 - 静岡駅前 - 南安倍町 - 東名静岡 - 東名焼津西 - 東名大井川 - 東名吉田 - 東名牧の原 - 東名菊川 - 東名掛川 - 東名岡津 - 東名袋井 - 東名磐田 - 東名浜松 - 宮竹 - 浜松駅前 - （遠鉄）浜松

  - 1973年（昭和48年）11月15日 - 同日現在の時刻表では菊川営業所に移管されており、朝晩の菊川営業所の入出庫便を含め次の3系統が存在した。また、1974年頃より新静岡発のみ系統番号が割り振られていた。[55]
    - 新静岡 - 静岡駅前 - 南安倍町 - 東名静岡 - 東名焼津西 - 東名大井川 - 東名吉田 - 東名牧の原 - 東名菊川 -  東名掛川 - 東名袋井 - 東名岡津 - 東名磐田 - 東名浜松 - 宮竹 - 浜松駅前 -（遠鉄）浜松 (200)
    - 新静岡 -（この間 上記区間と同）- 東名菊川 (202)
    - 東名菊川 -（この間 上記区間と同）- 浜松駅前 -（遠鉄）浜松

  - 1984年（昭和59年）4月現在の路線図では入出庫が菊川営業所から浜岡営業所に変更され、浜岡営業所 - 東名菊川間は回送ではなく「御前崎線」を営業運行していた。また、1982年（昭和57年）の浜松駅バスターミナル完成と遠鉄浜松駅高架化工事により、浜松駅までの運行に変更されており、産業展示館や広小路が停車停留所に追加されている。[27]
    - 新静岡 - 静岡駅前 - 南安倍町 - 東名静岡 - 東名焼津西 - 東名大井川 - 東名吉田 - 東名牧の原 - 東名菊川 -  東名掛川 - 東名袋井 - 東名岡津 - 東名磐田 - 産業展示館前 -  宮竹 - 広小路 - 浜松駅 (200)
    - 浜松駅 -（略）- 東名菊川 -（この間 御前崎線各駅に停車）- 浜岡営業所 (203)
    - 浜岡営業所 -（この間 御前崎線各駅に停車）- 東名菊川 -（略）- 浜松駅

  - 1989年（平成元年）11月10日 - 静岡、浜松両市内の運行経路が変更された。[56]
    - 静岡駅前 - 新静岡 - 県庁市役所前 - 中町 - 本通三丁目 - 本通十丁目 - 東名静岡 -（この間変更なし）- 産業展示館前 - 宮竹 - 将げん町 - 県総合庁舎 - 広小路 - 浜松駅

  - 1993年（平成5年）4月1日現在の時刻表では浜岡営業所 - 東名菊川間の営業運行は廃止されている。[57][41]
  - 1994年（平成6年）3月31日 - 同日の運行を最後に廃止された。[58]
- 使用車両
  - 当初は「急行静岡浜松線」から継承している遠州鉄道と共通の専用カラーの車両で運行していたが、[59]1980年代中盤からはそれぞれの事業者の観光・高速カラーの車両となった。
  - 1969年（昭和44年）開業当時に発行された記念乗車券の裏面には運行経路とともに使用車両（三菱ふそうB905N）の特徴が次のように記載されている。[53]
    - 高速道路時代にふさわしく長距離旅行が楽しめるよう高速性能をはじめとして、安全性、居住性、などすべての点ですぐれている。
    - 冷暖房完備
    - 座席 3段きりかえリクライニングシート
    - 旅客定員 60名
    - エンジン V型8気筒 265馬力
    - 全長 11m 260cm

  - 1975年（昭和50年）に東名急行バスが解散した際には、使用されていた車両（三菱ふそうB906R V型12気筒エンジン搭載）の一部が静岡鉄道に譲渡され、相良営業所と菊川営業所に配置され使用された。[60]

### 特急静岡御前崎線
- 運行系統および主要停留所
  - 新静岡 - 静岡駅前 - 東名静岡 - 吉田インター入口 - 吉田町役場 - 根松榛原警察署入口 - 静波海岸入口 - 相良営業所 - 地頭方辻 - 堀野新田 - 浜岡原子力館前 - 浜岡営業所 - 御前崎総合病院 (103)
- 概説
  - 現在も運行中の「特急静岡相良線」のうち、浜岡営業所、町立浜岡病院（現 御前崎総合病院）まで運行する系統を担当していた。
  - 2007年（平成19年）に相良営業所 - 御前崎総合病院区間を牧之原市・御前崎市自主運行バスとして分離した。これに伴い路線名も「特急静岡相良線」となり、浜岡営業所 - 新静岡間の直通系統は廃止となった。
  - 2021年（令和3年）1月16日 - 「特急静岡相良線」に新たに浜岡系統が誕生し浜岡営業所 - 新静岡間の直通運行が復活したが、相良営業所の移転に伴い浜岡営業所 - 相良営業所区間は国道150号バイパス（金谷御前崎連絡道路）を経由し、途中停車は無い。

### 町立浜岡病院線
- 運行系統および主要停留所
  - 浜岡派出所 - 浜岡町 - 町立浜岡病院
- 概説
  - 1986年（昭和61年）7月に開院した町立浜岡病院（現・御前崎総合病院）と「御前崎線」（現・菊川浜岡線）等との接続路線として開設。
  - 1993年（平成5年）の時刻表では20ヘッドを基本とするダイヤであった。[61]
  - 1998年（平成10年）7月16日 - 浜岡町民プール「すいすいパークぷるる」への乗り入れを開始した。[62]
  - 廃止時期 不詳

### 佐倉地頭方線
- 運行系統および主要停留所
  - 浜岡町 - 佐倉 - 堀野新田 - 地頭方辻 - 地頭方
- 概説
  - 1958年（昭和33年）6月15日 - 開設。
  - 1959年（昭和34年）10月16日 - 同日現在の時刻表からは消滅している。

### 池新田駅線、浜岡駅線
- 運行系統および主要停留所
  - 浜岡町 - 浜岡中学校前 - 浜岡町駅
  - 浜岡町 - 浜岡中学校前 - 東海病院前 - 浜岡町駅
- 概説
  - 1948年（昭和23年）に開設された静岡鉄道駿遠線の池新田駅[注 3]と池新田停留所との連絡路線であった。駿遠線を利用して池新田高校に通学する生徒の利用が多く通学路線の傾向が強かった。
  - 1955年（昭和30年）の町村合併による浜岡町の誕生に伴い「浜岡駅線」に名称を変更した。
  - 1958年（昭和33年）の時刻表では東海病院廻りが存在している。[36]
  - 1964年（昭和39年）9月26日、静岡鉄道駿遠線の堀野新田 - 新三俣間の廃止に伴い同線も休止された。
  - 1981年（昭和56年）11月 に浜岡町役場（現・御前崎市役所庁舎）が浜岡町駅跡地北側に新築移転したことに伴い、浜岡町駅停留所を浜岡町役場に移転変更する形で複数の路線に浜岡町役場経由として系統が復活した。
    - 浜岡町 - 浜岡中学校前 - 東海病院前 - 浜岡町役場前 - 浜岡営業所

### 浜岡砂丘線
- 運行系統および停車停留所
  - 浜岡営業所 - 浜岡砂丘
- 概説
  - 1960年代に公開された安倍公房原作の映画「砂の女」のロケ地として浜岡砂丘が話題となり、各地から観光客が訪れるようになり、静岡鉄道が発行する沿線観光案内や広報誌「しずてつニュース」などにも御前崎方面の行楽として取り上げられるようになった。一方で、河川上流のダム建設等により海岸浸食と砂丘の減少が問題となり、地元による保全活動が行われるようになり、1960年代後半には砂丘入口に駐車場や公衆トイレが整備された。
  - 1970年代に浜岡砂丘は「御前崎・遠州灘県立自然公園」に指定され、日曜祭日のみの運行の純然たる行楽路線として「浜岡砂丘線」が開設されたが1980年代前半までには廃止されている。
- 沿革
  - 1964年（昭和39年）- 浜岡砂丘の入口にあった静岡鉄道駿遠線の浜岡町駅が廃止となる一方で、同年に公開された安倍公房原作の映画「砂の女」のロケ地として浜岡砂丘が話題となり、全国から観光客が訪れるようになった。
  - 1968年（昭和43年）8月13日 - 観光客の増加に対応して浜岡砂丘の入口に公衆トイレが設置され、以降は公園の整備が進んでいった。[63]
  - 1972年（昭和47年）11月 - 同月現在の路線図には掲載は無い。
  - 1974年（昭和49年）10月 - 同月現在のダイヤでは4月16日から10月15日までの日曜祭日のみ4往復運行となっている。[64]
  - 1975年（昭和50年）-「御前崎・遠州灘県立自然公園」に指定された。同年の時刻表では、7月20日から8月31日までの夏休み期間と日曜祝祭日のみ1日4往復が運行されていた。[65]
  - 1977年（昭和52年）2月 - 同月現在の路線図では「御前崎線」の支線系統として塗り分けられていた。[22]
  - 1984年（昭和59年）4月 - 同月現在の路線図からは消滅している。[27]

### 浜岡循環線
- 主要停留所
  - 浜岡営業所 - 大谷 - 新野原 - 鬼女新田 - 須々木入口 - JA朝比奈支店 - 夏ヶ谷 - 浜岡営業所
- 概説
  - 浜岡北小学校や浜岡中学校の児童生徒の輸送が主であり、補助金によって維持されていた。
  - 市の運営するスクールバスの運行に切り替えられ、2008年3月限りで廃止された。
- 沿革
  - 1955年（昭和30年）に池新田町、朝比奈村、新野村、比木村、佐倉村が合併して誕生した浜岡町の中心部と、各地区を結ぶ路線として開設された。なお、旧佐倉村には静岡鉄道駿遠線や「御前崎線」が運行されていた。
  - 1958年（昭和33年）の時刻表では「浜岡第一循環」（朝比奈廻り・新野原廻り）と「浜岡第二循環」（比木廻り・下朝比奈廻り）の2系統が存在している。[36]
    - 浜岡第一循環：浜岡町 - 下朝比奈 - 新野原 - 京松原 - 鬼女新田 - 須々木入口- 朝比奈原 - 朝比奈学校前 - 下朝比奈 - 浜岡町
    - 浜岡第二循環：浜岡町 - 下朝比奈 - 朝比奈学校前 - 朝比奈原 - 比木学校前 - 東町 - 浜岡町

  - 1963年（昭和38年）3月1日 -「鬼女新田線」が開設された。[66]
  - 1972年（昭和47年）-「浜岡第二循環」が「鬼女新田線」と「浜岡第一循環」に整理され「浜岡循環線」となった。
  - 1977年（昭和52年）2月現在の路線図では次の経路を運行していた。なお、同年4月には新野小学校と朝比奈小学校が統合され浜岡北小学校となったため、朝比奈学校前停留所は朝比奈幼稚園前に名称変更され、浜岡北小学校への通学系統が誕生している。[22][27]
    - 浜岡営業所 - 浜岡町 - 有山 - 下朝比奈 - 新野原 - 京松原 - 鬼女新田 - 須々木入口 - 朝比奈原 - 朝比奈学校前 - 有山 - 浜岡町 - 浜岡営業所

  - 1981年（昭和56年）の浜岡町役場新築移転に伴い浜岡町役場経由が設定された。
  - 1985年（昭和60年）の時刻表によると通学時間帯に併せて浜岡北小経由が運行されている。なお、朝の北小経由は新野原廻りのみであった。[67]
    - 新野原廻り：浜岡営業所 → （浜岡町役場） → 浜岡町 → （浜岡北小前） → 有山 → 新野原 → 京松原 → 鬼女新田 → 須々木入口 → 朝比奈原 → 宮ヶ谷 → 有山 → （浜岡北小前） → 浜岡町 → （浜岡町役場） → 浜岡営業所
    - 朝比奈廻り：浜岡営業所 → （浜岡町役場） → 浜岡町 → （浜岡北小前） → 有山 → 宮ヶ谷 → 朝比奈原 → 須々木入口 →鬼女新田 → 京松原 → 新野原 → 下朝比奈 → 有山 → 浜岡町 → （浜岡町役場） → 浜岡営業所

  - 1993年（平成5年）の時刻表および路線図では浜岡町役場経由は廃止されている。また、朝の通学時間帯の北小経由が新野原廻り、朝比奈廻りの両方に存在している。[41][68]
    - 新野原廻り：浜岡営業所 → 浜岡町 → （浜岡北小前） → 有山 → 新野原 → 京松原 → 鬼女新田 → 須々木入口 → 朝比奈原 → 宮ヶ谷 → 有山 → （浜岡北小前） → 浜岡町 → 浜岡営業所
    - 朝比奈廻り：浜岡営業所 → 浜岡町 → （浜岡北小前） → 有山 → 宮ヶ谷 → 朝比奈原 → 須々木入口 →鬼女新田 → 京松原 → 新野原 → 下朝比奈 → （浜岡北小前） → 有山 → 浜岡町 → 浜岡営業所

  - 2008年（平成20年）3月 浜岡北小学校の通学便が浜岡町営のスクールバスに移行し廃止となった。

### 鬼女新田線
- 概説
  - 相良営業所との共管路線であった。「浜岡循環線」と重複区間が多く、廃止前は「鬼女新田線」も相良営業所のみの管轄で相良を起点とする循環路線となっていた。

### 比木線
- 概説
  - 戦後の路線再開時は池新田分区が担当していたが、1950年代末期に相良営業所に移管された。

### 浜岡線
- 概説
  - 掛川駅、菊川駅、金谷駅、島田駅を起点に小笠、榛南地域に路線網の拡大を図りたい大井川鉄道との競願交渉の末に1950年代後半に開設された路線である。[69]
  - 金谷駅から仁王辻を経由して浜岡町を結ぶ菊川営業所浜岡支所の管轄路線であったが、1980年代半ばに仁王辻まで区間を縮小し菊川営業所の管轄する「菊川仁王辻線」に整理統合され廃止となった。

### 浜岡・菊川・仁王辻線
- 概説
  - 1970年代後半に「菊川榛原線」の整理縮小により誕生した「菊川仁王辻線」が、さらに1980年代半ばに「浜岡線」との整理統合により「浜岡・菊川・仁王辻線」となり、浜岡営業所移管の翌年に廃止されている。

### 和田公園線
- 運行系統および主要停留所
  - 菊川駅前 - 日の出町 - ファミリー菊川店前 - 潮海寺 - 掛下 - 矢田部 - 和田[41]
- 概説
  - 「倉沢線」の和田 - 上倉沢間の区間廃止により名称変更された路線である。
  - 和田公園にはテニスコートや多目的グラウンド、プールなどの施設があるため、日曜祝日の運行本数のほうが平日よりも多く、1993年（平成5年）4月現在の時刻表では平日6.5往復、土日祝日10往復が運行されていた。[70]
  - 1999年（平成11年）3月末 - 利用者減少により廃止された。[71]

### 青葉台循環線
- 概説
  - 1991年（平成3年）3月16日 - 1981年（昭和56年）に分譲を開始した県営青葉台団地と菊川駅を、菊川病院を経由して結ぶ循環路線を開設した。[71][72]
  - 1993年（平成5年）4月 - 同月現在の路線図および時刻表では、次の運行経路であった。[41][73]
    - 菊川駅前 - 日の出町 - 菊川病院前 - 初咲町 - 仲島（ → 青葉台入口 → 青葉台三丁目 → 青葉台二丁目 → 青葉台一丁目 → ）

  - 1998年（平成10年）3月 - 菊川病院移転により菊川市自主運行バス「共立菊川病院福祉循環線」に転換された。[42]
  - 1999年（平成11年）3月31日 - 廃止。[71]

### 共立菊川病院福祉循環線［菊川町自主運行バス］
- 運行系統及び主要停留所
  - 循環コース：共立菊川病院 → 神尾下 → 神尾上 → 小沢 → 丸尾原 → 丸尾原神社 → JA牧の原 → 牧之原上 → 長者原 → 虹の丘 → 青葉台三丁目 → 青葉台二丁目 → 青葉台一丁目 → 菊川町役場 → 菊川駅前 → 初咲町 → 五丁目下 → 小出 → 共立菊川病院
  - 西循環コース：共立菊川病院 → 段横地 → 土橋 → 奈良野 → 段平尾 → 高田 → 稲荷部 → 平尾団地 → 政所 → 御門 → 内田第二茶農協 → 矢崎 → 白岩下 → 白岩東 → 菊川役場前 → 菊川駅前 → 初咲町 → 五丁目下 → 下本所オカノ前 → 下本所JA六郷支店前 → 共立菊川病院
- 概説
  - 1998年（平成10年）3月、菊川病院が共立菊川病院（現・菊川総合病院）として新築移転したことに伴い、菊川町自主運行バスとして開設された。[42]
  - 2000年代、路線の見直しが行われ、ワゴン車による菊川市コミュニティバスに移行した。[74]

### 菊川まちなか線［菊川市自主運行バス］
- 運行系統及び主要停留所
  - 三軒家 - 菊川駅 -  青葉台2丁目 - 六郷小学校前 - 菊川市立総合病院
- 概説
  - 2005年（平成17年）11月 - 菊川市コミュニティバスの試験運行として、菊川インター南部の三軒家から菊川駅と六郷小学校学区を経由して菊川市立総合病院を結ぶ路線が開設された。[75]
  - 2006年（平成18年）3月末迄の5ヶ月間の利用者は1便あたり1人という運行実績であった。[76]

### 富士山静岡空港掛川線
- 掛川駅南口 - 菊川駅前 - 富士山静岡空港
  - 富士山静岡空港の開港に伴い、2009年6月4日から運行を開始した。
  - 遠鉄バスと共同運行しているが、遠鉄担当便は菊川駅を経由しない。
  - 2011年3月27日のダイヤ改正でデマンドバス化され、専用車としてハイエースが2台導入された。利用の際は前日までに浜岡営業所への電話予約が必要。[注 4]
  - パサールカード・LuLuCaは利用できない。
  - 2012年3月24日をもって運行を休止した。運行を担当していた車両は相良営業所へ移籍している。

### 掛川御前崎線
- 運行系統および主要停留所
  - 掛川駅前 - つま恋南口 - 応声院前 - 上平川 - 平田 - 南山 - 新野 - 浜岡町中町（ - 浜岡営業所）- 雨垂 - 新神子 - 白羽学校前 - 御前崎 - 御前崎サンホテル
- 概説
  - 戦後開設当初は掛川から御前崎までを結ぶ中距離路線で掛川営業所との共管路線であった。
  - 「掛川平田線」に縮小し、平田 - 御前崎間は菊川営業所の管轄する「御前崎線」に整理され一旦消滅した。
  - 東海道新幹線掛川駅の開業時に浜岡営業所の管轄で御前崎への観光需要を見込んで一時的に御前崎までの直通運転が復活したが、利用者はそれほど伸びず数年で廃止されている。
- 沿革
  - 1949年（昭和24年）10月 - 掛川 - 御前崎間に路線を新設した。[77][78][79]
  - 1953年（昭和28年）9月改正の時刻表および路線図では「掛川・御前崎線」として次の経路で運行されていた。[35]
    - 掛川 - 応声院 - 平田 - 南山 - 池新田 - 地頭方 - 御前崎

  - 1958年（昭和33年）の時刻表では1日6往復が運行されていた。[36]
    - 掛川 - 仁藤 - 上張 - 和田 - 応声院前 - 上平川 - 平田 - 南山 - 新野 - 浜岡町 - 雨垂 - 堀野新田 - 地頭方辻 - 御前崎

  - 1960年代 - 1970年代初頭 - 掛川 - 平田間は「掛川平田線」となり、平田 - 堀野新田間は「御前崎線」に整理され一旦廃止となった。
  - 1988年（昭和63年）3月13日 - 東海道新幹線掛川駅の開業にあわせ「掛川御前崎線」として御前崎までの直通運転が復活した。なお、浜岡町 - 御前崎間は地頭方経由ではなく、御前崎線の新神子経由と同様のルートであった。また、車両は特急静岡御前崎線に使用されていた元相良営業所のトップドアのB905Nが主に使用された。
  - 1990年（平成2年）8月現在の路線図では次の系統が存在した。[80]
    - 掛川駅前 - つま恋南口 - 応声院前 - 上平川 - 平田 - 南山 - 新野 - 浜岡町中町 - 雨垂 - 新神子 - 白羽学校前 - 御前崎 - 御前崎サンホテル
    - 掛川駅前 - つま恋南口 - 応声院前 - 上平川 - 平田 - 南山 - 新野 - 浜岡町中町 - 浜岡営業所

  - 1993年（平成5年）4月現在の路線図からは消滅している。[41]

### 掛川平田線
- 概説
  - 「掛川相良線」「掛川御前崎線」の区間整理によって誕生した路線である。
  - 「中遠工高線」を吸収し、掛川工業高校経由とするなど通学路線として延命したが利用客減少により廃止された。
- 沿革
  - 1975年（昭和50年）の時刻表では、掛川駅 - 平田間が1日8.5往復、掛川駅 - 浜岡町間は朝の掛川駅前行き1便のみとなっていた。また、神代地経由は朝晩の平田発掛川駅行のみで運行されていた。[81]
    - 掛川駅前 - 連雀 - 上張 - 大谷 - 応声院前 - 平田
    - 掛川駅前 ← 連雀 ← 上張 ← 大谷 ← 応声院前 ← 平田 ← 南山 ← 浜岡町
    - 掛川駅前 ← 神代地 ←  上張 ←  大谷 ←  応声院前 ← 平田

  - 1977年（昭和52年）の路線図では次の経路で運行されていた。[22]
    - 掛川駅前 - （神代地） - 上張 - 大谷 - 応声院前 - 平田 - 南山 - 浜岡町

  - 1984年（昭和59年）の路線図では「中遠工高線」を吸収し、上張 - 桶田間の経路が変更されている。[27]
    - 掛川駅前 - （神代地） - 上張 - 緑ヶ岡団地 - 掛川工業高校入口 - つま恋南口 - 五百済 - 桶田 - 応声院前 - 平田 - 南山 - 浜岡町
    - 掛川駅前 - （神代地） - 掛川工業高校 - 掛川工業高校入口 - つま恋南口 - 五百済 - 桶田 - 応声院前 - 平田 - 南山 - 浜岡町

  - 1985年（昭和60年）の時刻表では掛川工業高校経由が朝2本、夕1本設定されていた。
  - 1988年（昭和63年）3月13日 - 東海道新幹線掛川駅の開業にあわせて御前崎まで延伸し、再び「掛川御前崎線」となった。

### 掛川市立病院線
- 運行系統および主要停留所
  - 掛川駅前 - 東名掛川平安閣前 - 掛川市立病院
- 沿革
  - 1984年（昭和59年）掛川市立病院の開院に伴って「大坂線」の支線として誕生した。
  - 1985年（昭和60年）の時刻表では、7時から18時台の間、ほぼ毎時20分間隔の頻度で運行していた。[82]
  - 1993年（平成5年）の時刻表では「大坂線・掛川市立病院線」として統一の時刻表となり、実質的に「大坂線」の病院止まり系統という扱いであった。[47]
  - 2003年（平成15年） - 掛川バスサービスが運行を受託する掛川市自主運行バスが掛川市立病院を経由する「掛川市街地循環線南まわり」を開設したため同路線は「大坂線」に統合され消滅した。

### 南遠線
- 運行系統および主要停留所
  - 袋井駅前 - 浅羽町役場前 - 新岡崎 - 石津西 - 新横須賀 - 静鉄横須賀車庫 - (南大坂)- 大東町役場前 - 千浜 - 浜岡町 - (浜岡町役場)- 浜岡営業所
- 概説
  - 大正時代に中遠鉄道が鉄道線の防衛のために袋井駅構内 - 池新田間に開設した路線を源流とし、戦後静岡鉄道が袋井営業所の管轄で「南遠線」（袋井 - 横須賀・同笠）として再開した。
  - 1950年代後半には御前崎まで延伸し、浜岡営業所との共管となった。袋井駅 - 浜岡町区間には急行が運行されていた。
  - 1960年代に入ると静岡鉄道駿遠線の新三俣 - 堀野新田区間の廃止に伴い横須賀- 浜岡町間に代行バス「横須賀線」が併行するようになるが、更に1960年代後半には旧中遠鉄道の全区間にあたる袋井 - 新三俣間の廃止に伴い代行バス「中遠線」が開設され、以降は各駅停車の「南遠線」と駿遠線駅から転換された主要停留所のみ停車する「中遠線」が併行するようになった。
  - 同じく鉄道駿遠線の廃止代替路線であった「駿遠線」（堀野新田 - 新藤枝）が間「藤枝御前崎線」の準急系統として1970年代前半には統合されたのに対して、「中遠線」は徐々に運行本数を減らしながらも袋井 - 新横須賀間の朝晩の通勤快速的な位置づけで1980年代まで延命した。
  - 1980年代後半の路線再編の際に、袋井駅を挟んで南北のアクセス向上のため「可睡線」（山梨 - 可睡 - 袋井駅間）と統合され山梨 - 浜岡営業所間が「中遠線」となり「南遠線」は消滅した。

### 横須賀線（駿遠線代行バス）
- 概説
  - 静岡鉄道駿遠線の新三俣 - 堀野新田区間の廃止に伴い開設された新横須賀 - 浜岡町間の鉄道代行路線で、主に池新田高校や横須賀高校の通学を担う系統であった。
  - 静岡鉄道駿遠線の全区間廃止後は「南遠線」に統合されたが「中遠線」を経て「秋葉中遠線」となった2000年代まで新横須賀 - 浜岡系統は存続した。
- 沿革
  - 1964年（昭和39年）9月26日 - 静岡鉄道駿遠線の新三俣 - 堀野新田区間が廃止となり、翌27日より菊川営業所浜岡支所の管轄で駿遠線代行バス「横須賀線」が開設された。なお、浜岡 - 堀野新田区間の代行バスは「相良・浜岡線」として相良営業所が担当し、どちらも旧駿遠線浜岡町駅には停車しなかった。開設当初は区間便を含め1日8往復が運行されていた。運行系統（カッコ内は鉄道線の駅名）は次のとおり。[83][84]
    - 横須賀（新横須賀）- 大坂（南大坂）- 三俣（新三俣）- 千浜 - 合戸 - 塩原新田 - 浜岡町・本町（浜岡町停留所）
    - 横須賀（新横須賀）- 大坂（南大坂）- 三俣（新三俣）- 千浜
    - 横須賀（新横須賀）- 大坂（南大坂）- 三俣（新三俣）
    - 横須賀（新横須賀）- 大坂（南大坂）

  - 1967年（昭和42年）8月27日をもって静岡鉄道駿遠線の袋井 - 新三俣間が廃止され、翌日より「代行バス中遠線」が開設された。横須賀線は新横須賀 - 浜岡町系統として「南遠線」に統合された。[85][86]
    - 中遠線
      - 社袋井 - 柳原 - 諸井 - 芝 - 浅名 - 五十岡 - 新岡崎 - 三輪（新三輪）- 石津西（石津）- 七軒町 - 新横須賀 - 河原町 - 藤塚（野中） - 野賀 - 矢柄神社前（谷口）- 南大坂 - 新三俣

    - 南遠線（新横須賀 - 浜岡町系統）
      - 新横須賀 - 南大坂 - 新三俣 - 千浜 - 合戸 - 塩原新田 - 浜岡町

  - 1972年（昭和47年）の路線図からは消滅している。[38]

### 掛川中横須賀線
- 運行および主要停留所
  - 掛川駅 - 市立病院 - 井崎 - 中 - 南大坂 - 横須賀車庫前 - 石津西
- 概説
  - 大須賀町、大東町、掛川市の合併協議会における「新市の重点プロジェクト」として「新市融合に向けた南北幹線道路と交通システムの整備」のなかで謳われていた「乗り換えなしの大須賀発大東経由掛川行きバス路線の確保」によって、2000年代に誕生した路線である。[87]
  - 1970年代に、当時の大東町長が職員のバス通勤の推奨と高齢者の役場へのアクセス確保のため大東町役場敷地内へのバスターミナル建設を打ち出したため、それまで新横須賀や南大坂にあった袋井市と御前崎方面を結ぶ東西路線と、掛川市や菊川市への南北路線の結節点が、1970年代後半の新横須賀バスターミナルの廃止と共に大東町役場バスターミナルに集中していた。[24]このため1市2町の合併による新掛川市の発足に際して、横須賀が起終点であった1970年代までの「大坂線」を復活させる形となった。
  - 開設５年で旧「大坂線」である「掛川大東浜岡線」に統合され、さらに開設10年目にして中経由系統は廃止された。現在は掛川市自主運行バスの再編によって「掛川大須賀線」が存在しているが、他社が受託している。

- 沿革
  - 2006年（平成18年）4月 - 運行開始。
  - 2007年（平成19年）4月 - 終点を七軒町から石津西へ延長。
  - 2011年（平成23年）3月25日 - 「掛川大東浜岡線」に統合された。
  - 2016年（平成28年）3月26日 - 中経由が廃止され、系統が消滅した。

## 車両

### 現在の車両構成
- いすゞ・日野・三菱・日産ディーゼルの4メーカーすべてのバスが配属されているが、いすゞと日野の割合が多い。
- 他営業所に所属していた車両が転属してくることが多く、新製当初から浜岡所属の車両は少ない。また他営業所で見られる低床バスの在籍比率も他営業所に比べると低い。
- 特急静岡相良線の運行を担当することから、観光バスタイプの車両も多く所属している。
- 三菱車のうち4台はワンロマ車である。
- 日産ディーゼル車(546号車）及び三菱車の低床バス（616・657号車)はジャストライン全体でも当営業所のみに所属している。

### 車両の変遷
- 1970年代までの旧菊川営業所では、日野と三菱ふそうの車両が多数を占めたが、1980年代の冷房化推進の際に静岡ナンバー圏からの移籍や営業所の統廃合によっていすゞの比率が上昇していった。
- 日野は帝国（日野車体工業）、富士重工、西日本車体を架装。三菱ふそうは呉羽および富士重工の架装が多く、三菱車体は貸切・特急車両を除いて少数派であった。